# جورج هيلم
جورج هيلم (بالإنجليزية: George Helm)‏ هو مغني أمريكي، ولد في 23 مارس 1950، وتوفي في 7 مارس 1977.